# Thrasybule de Milet
Pour les articles homonymes, voir Thrasybule.
Thrasybule de Milet (en grec ancien : Θρασύβουλος) fut le tyran de Milet durant le VIIe siècle av. J.-C. Sous son règne, Milet a mené une longue guerre contre le royaume de Lydie. Cette guerre s'est terminée sans victoire décisive de l'un des belligérants (ce résultat est expliqué par Hérodote qui l'attribue à Thrasybule qui aurait trompé Alyatte II pour signer la paix). Après la guerre, Milet et le royaume de Lydie ont conclu une alliance.

## Histoire
Thrasybule (tyran de Milet) était un allié de Périandre (tyran de Corinthe) entre 627 et 585. Dans ses Histoires, Hérodote raconte une anecdote célèbre dans laquelle un messager envoyé par Périandre vient demander à Thrasybule des conseils sur la façon la plus sûre de gouverner sa cité. Thrasybule, au lieu de donner une réponse, emmène le messager se promener dans un champ de blé où il coupe tous les meilleurs et plus hauts épis de blé. Quand le messager rapporte cette nouvelle à Périandre, celui-ci comprend que Thrasybule lui signifie à travers ce geste qu'un chef avisé devrait écarter tout risque pour son pouvoir en se débarrassant de tous ceux surpassant les autres ou pouvant devenir assez forts pour contester son autorité.

### Éditions et traductions
- Hérodote, Histoires [détail des éditions] [lire en ligne]

- Aristote, Politique (lire en ligne)